# Japón en los Juegos Olímpicos de Grenoble 1968
Japón estuvo representado en los Juegos Olímpicos de Grenoble 1968 por un total de 61 deportistas que compitieron en 8 deportes.  
El portador de la bandera en la ceremonia de apertura fue el jugador de hockey sobre hielo Takaaki Kaneiri. El equipo olímpico japonés no obtuvo ninguna medalla en estos Juegos.